# Malthusianische Katastrophe
Eine Malthusianische Katastrophe oder Malthusianische Falle (englisch Malthusian crisis oder englisch Malthusian nightmare), auch Malthusianismus genannt, ist ein von Thomas Robert Malthus (1766–1834) skizziertes mögliches Hemmnis für wirtschaftliche Entwicklung und Wachstum.

## Allgemeines
Ursprünglich sah Malthus’ Modell vom Bevölkerungsgesetz eine erzwungene Rückkehr zu subsistenzbasierten Bedingungen vor, weil das Wachstum der Bevölkerung dasjenige der landwirtschaftlichen Produktion deutlich überschreite. Malthus wurde damit weltweit bekannt. Ferdinand Lassalle leitete sein „ehernes Lohngesetz“ davon ab. Spätere Vorhersagen zur technisch-industrialisierten Entwicklung, Veränderung und Umverteilung wie etwa von Wilhelm Fucks (1954 und 1965), Prognosen und Abschätzungen verfügbarer Energieträger wie etwa das globale Ölfördermaximum (1956) von Marion King Hubbert oder die bis heute fortgeschriebene Einschätzung des Club of Rome von Dennis Meadows (1972) werden – wie nahezu alle Prognosen zur Zukunft von Technologie, Industrieller Revolution und der Moderne – bis in die Gegenwart danach unterschieden, ob sie analog zu Malthus’ Vorstellungen oder zu diesen konträr orientiert sind.

## Die Bevölkerungsfalle bei Malthus
Vor Malthus ging man generell davon aus, dass eine wachsende Bevölkerung eine größere wirtschaftliche Leistungsfähigkeit eines Landes bedinge. Malthus widersprach dieser Ansicht 1798 in seinem Aufsatz The Principle of Population (deutsch Das Bevölkerungsgesetz) vehement. Er stellte die These auf, dass die Bevölkerungszahl exponentiell wachse, die Nahrungsmittelproduktion aber nur linear. Das habe zur Folge, dass sich Nahrungsmittelangebot und -nachfrage auseinanderentwickelten. Nahrungsmittelpreise müssten daher steigen und die Reallöhne (gezahlter (Nominal-)Lohn abzüglich des Preisanstiegs der Nahrungsmittel) bis unter das Existenzminimum sinken. Es bestehe ein wechselseitiger Zusammenhang zwischen Bevölkerungswachstum und Pro-Kopf-Einkommen der jeweiligen Volkswirtschaften.

### Verelendungswachstum
Malthus begründete damit Armut, Hunger, Krankheit, Slumbildung und die daraus sich ergebenden sozialen Unruhen in den englischen Großstädten seiner Zeit. Nach Malthus sei dies ein naturgesetzlicher Zyklus, in dem sich im Verlauf der fortschreitenden Verelendung der Bevölkerung durch Krankheit und Seuchen die Bevölkerung wieder reduziere. Danach beginne der Zyklus von neuem.

### Marktwirtschaft kein Ausweg
Anders als andere Denker seiner Zeit glaubte Malthus nicht an die Problemlösungsfähigkeit der Marktwirtschaft. In späteren Ausgaben seiner Principles of Population plädierte er für Enthaltsamkeit und späte Heirat, um das Bevölkerungswachstum in den Griff zu bekommen, aber auch für Bildungsinvestitionen als Instrument zur Senkung der Geburtenrate. Verhütung und Abtreibung lehnte er als Sünden ab. Bei einer nicht ausreichenden vorbeugenden Begrenzung (preventive checks) der Geburtenrate würde unweigerlich durch die Begrenzung der Ressourcen der Lebensstandard sinken und die Sterberate steigen (positive checks). In Emigration sah er nur eine vorübergehende Linderung des Problems.

## Rezeption und Kritik
Sein Zeitgenosse David Ricardo warf Malthus vor, er gebe „den Reichen eine sehr erfreuliche Formel, die Missgeschicke der Armen zu ertragen“.
Herbert Spencer übernahm 1852 Malthus’ Begriff des Überlebenskampfes und prägte die später auch von Charles Darwin übernommene Formel Survival of the Fittest. Auf diesem Weg fand Malthus’ Theorie Eingang in den Sozialdarwinismus.
Karl Marx kritisierte 1858 in seinen Grundrissen der Kritik der politischen Ökonomie, Malthus habe sehr unterschiedliche Bevölkerungsentwicklungen in unterschiedlichen Ländern „stupid auf ein Verhältnis reduziert“. Die Geschichte zeige aber, dass sich Populationen sehr unterschiedlich entwickelt hätten, wobei oft bestimmte Produktionsbedingungen Grenzen gesetzt hätten.
Ferdinand Lassalle leitete um 1860 sein „Ehernes Lohngesetz“ von Malthus’ Theorie ab.
Pierre-Joseph Proudhon wies auf Statistiken hin, denen zufolge einerseits das Elend schneller zunehme als die Bevölkerung, andererseits das Wohlstandsniveau im Durchschnitt genommen sogar steige.
Pjotr Kropotkin wandte 1902 in seinem Werk Gegenseitige Hilfe in der Tier- und Menschenwelt gegen Malthus’ Theorie und ihre Instrumentalisierung im Sozialdarwinismus ein, dass Überpopulationen im Tierreich in der Regel durch Klimaschwankungen und Krankheiten (z. B. Parasitenbefall) reguliert würden, nicht jedoch durch einfache Verknappung der Nahrungsmittel und innerartliche Kämpfe. Er postulierte ein Naturgesetz der Gegenseitigen Hilfe.

## Die Bevölkerungsfalle in der Empirie

### Falsifikation in den Industrieländern
Malthus unterschätzte die Geschwindigkeit des technischen Fortschritts, die vor allem in der Landwirtschaft die Produktivität erheblich erhöhte. Die erhöhte Effizienz der Produktivität geht im Wesentlichen auf drei Mechanismen zurück: 1. Arbeitsteilung und Massenproduktion, 2. Innovationen und 3. sozial institutionalisierte Regeln, welche die ersten beiden Punkte unterstützten. Diese Mechanismen werden durch eine anwachsende Bevölkerung erst ermöglicht und notwendig. Durch die Erhöhung der Produktivität wurde der Ressourcenspielraum – der gemäß Malthus nur beschränkt war – enorm erweitert. Die Produktivitätssteigerung der Tierproduktion in den Industriestaaten wird auch durch den vermehrten Import billiger Futtermittel aus Entwicklungsländern (und den dortigen Raubbau an der Natur) begünstigt.
Entgegen der zweiten und dritten Prämisse in Malthus’ Bevölkerungsgesetz wächst die Weltbevölkerung seit 1963 nicht mehr exponentiell, sondern in etwa linear. Die Geburtenraten sinken weltweit, besonders aber in den wohlhabenden Ländern (Bevölkerungsrückgang), während der durchschnittliche Wohlstand zunimmt.

### Entwicklungstheorie des Neo-Malthusianismus
Die Entwicklungstheorie des Neo-Malthusianismus argumentiert, dass die Fruchtbarkeit einer Population steigt, wenn die Population nicht durch Ressourcenknappheit begrenzt ist. Wenn man mehrere Gruppen mit unterschiedlicher Fruchtbarkeit annimmt, dann wird die Fruchtbarkeit der Gesamtheit sich der am schnellsten wachsenden Gruppe annähern, genauso wie
{\displaystyle f(t)=a\cdot {1{,}01}^{t}+b\cdot {1{,}02}^{t}} mit {\displaystyle b\neq 0}
sich für {\displaystyle t\rightarrow \infty }
{\displaystyle g(t)=b\cdot {1{,}02}^{t}}
annähert, egal wie groß {\displaystyle a} oder {\displaystyle b} sind.
Anders ausgedrückt sagt die Neo-Malthusianische Theorie, dass Gruppen in einer Population, die eine höhere Fruchtbarkeit aufweisen (z. B. weil sie Verhütungsmittel ablehnen oder resistent gegen sie sind), evolutionär begünstigt sind, weil sie mehr Kinder haben, so dass sie einen immer größeren Anteil an der Gesamtbevölkerung stellen und sich die Fruchtbarkeit der Gesamtbevölkerung schließlich angleicht, also erhöht.
Diese Annahme wird durch die empirischen Bevölkerungsdaten in Deutschland nicht gestützt. Nach Angaben des Bundesinstituts für Bevölkerungsforschung sinken die zunächst höheren Geburtenziffern der ausländischen Mütter in Deutschland seit 1991 tendenziell ab und gleichen sich den Geburtenziffern der deutschen Mütter an. Dieser Trend drehte sich 2011–2015 vorübergehend, weil der Zensus von 2011 die Zahlenbasis veränderte und dann viele neue Flüchtlinge aus Ländern mit hohen Geburtenraten hinzukamen. Seit 2015 sinken die Geburtenziffern ausländischer Mütter in Deutschland wieder.

### Anwendung auf Entwicklungsländer

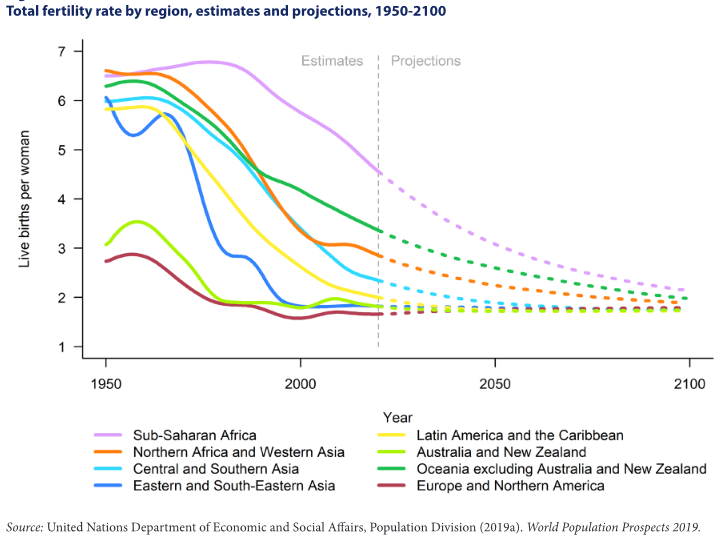
Gesamtfertilitätsrate (Welt 1950–2019 real und Entwicklung, geschätzt von UN, Population Division) – Total Fertility Rate

In den meisten Entwicklungsländern gab es viele Jahrzehnte sehr hohe Wachstumsraten. Malthusianer sehen im rasanten Bevölkerungswachstum aufgrund geringerer Sterberaten (wegen besserer Gesundheitsversorgung und Ernährungslage) und hoher Geburtenraten den Hauptgrund für wirtschaftliche Stagnation (vgl. Coale, Edgar Hoover: Population Growth and Economic Development in Low-Income Countries: A Case Study of India’s Prospects. 1958 – eine Auftragsarbeit für die Weltbank.).
Da die Mehrheit der Weltbevölkerung heute in Schwellen- und Entwicklungsländern lebt, sei das Thema nach wie vor eines der drängendsten der Wirtschafts- und Sozialwissenschaften. In China wird mit den schon von Malthus empfohlenen Instrumenten dagegen vorgegangen: Geburtenkontrolle (zeitweise durch die Ein-Kind-Politik) und Bildungsförderung in den unteren Gesellschaftsschichten.
Eine interessante Ausnahme bildete die Pazifik-Insel Tikopia, in der die Bevölkerung durch strenge Geburtenkontrolle jahrhundertelang konstant gehalten wurde.

### Kritik durch Untersuchungen in Entwicklungsländern
Die Hauptkritik an Malthus kam von Ester Boserup, die Bevölkerungsentwicklung und landwirtschaftliche Produktion als positiven Zusammenhang untersuchte. Bevölkerungswachstum führt nach ihren Untersuchungen in Entwicklungsländern zu Innovation bei den Agrartechniken. Angefangen beim Wanderfeldbau mit mehrjährigen Brachen zwingt Bevölkerungsdruck zur Verkürzung der Brachezeiten und letztlich zu Dauerkulturen mit Düngung und Bewässerung. Durch Innovation schafft sich die Bevölkerung selbst die Voraussetzung für weiteres Wachstum. Aus der geschlossenen Schleife bei Malthus ist eine sich nach oben weitende Spirale geworden. Je höher der Grad der landwirtschaftlichen Intensivierung und der dadurch erzielten Produktionssteigerung, umso mehr Arbeitszeit wird nicht nur pro Fläche, sondern auch pro Ertrag benötigt. Damit wird beim Einsatz von noch mehr Arbeitskraft dann eine Grenze erreicht, wenn diese nicht mehr ernährt werden kann.
Als Beispiel für ein Gebiet mit seit Jahrhunderten hoher Bevölkerungsdichte und intensiver Landwirtschaft gilt Ukara, eine Insel im ostafrikanischen Viktoriasee. Diese Entwicklung erfolgt aus einer Notlage, sobald die Bevölkerung schrumpft oder mehr Land zur Verfügung steht, kehrt sie zu extensiven Anbaumethoden zurück.